# Eilema antsalova
Eilema antsalova är en fjärilsart som beskrevs av De Toulgoët 1960. Eilema antsalova ingår i släktet Eilema och familjen björnspinnare. Inga underarter finns listade i Catalogue of Life.